# Skrapered
Skrapered är en bebyggelse norr om Viskan sydväst om Svaneholm i Seglora socken i Borås kommun. Från 2015  till 2023 avgränsade SCB här en småort. Området har till 2015 ingått i tätorten Viskafors och från 2023 i tätorten Svaneholm.